# Asami Tachibana
Asami Tachibana (橘 麻美 Tachibana Asami?, Prefectura de Kanagawa, Japón, 28 de abril de 1987) es una compositora, arreglista, pianista y productora musical japonesa. Ha proporcionado la música para varias series de anime, dramas de televisión y videojuegos. Es conocida por componer la banda sonora de Darling in the Franxx, así como por componer las partituras de Owari no Seraph y Haikyū!!.
Actualmente Tachibana está representada por la productora musical Legendoor..

## Biografía
Tachibana nació en la prefectura de Kanagawa, en 1987. Comenzó a tocar el piano desde temprana edad. Más tarde, aprendió otros instrumentos uniéndose a clubes de música en la escuela, tocando la trompeta en la escuela media y el contrabajo en la escuela secundaria. Después de la escuela, decidió dedicarse a la música, estudiando diligentemente composición y arreglos.
En 2011, junto a Yutaka Yamada, Tachibana hizo su debut como compositora en la serie de televisión HUNTER - Women After Reward Money. Desde entonces, ha estado involucrada en muchos trabajos de bandas sonoras, varios de los cuales con el compositor Yuki Hayashi.

## Trabajos

### Anime
| Año  | Título                                                         | Estudio                          | Nota(s)                                                                        | Refs.         |
| ---- | -------------------------------------------------------------- | -------------------------------- | ------------------------------------------------------------------------------ | ------------- |
| 2012 | Robotics;Notes                                                 | Production I.G                   | Compositora Otras pistas por Yuki Hayashi y Takeshi Abo                        | [ 6 ]         |
| 2014 | Haikyū!!                                                       | Production I.G                   | Compositora Otras pistas por Yuki Hayashi                                      | [ 7 ]         |
| 2014 | Soul Eater Not!                                                | BONES                            | Compositora Otras pistas por Yuki Hayashi                                      | [ 8 ]         |
| 2014 | Gundam Build Fighters Try                                      | Sunrise                          | Compositora Otras pistas por Yuki Hayashi                                      | [ 9 ]         |
| 2015 | Owari no Seraph                                                | Wit Studio                       | Compositora Otras pistas por Hiroyuki Sawano, Takafumi Wada y Megumi Shiraishi | [ 10 ] [ 11 ] |
| 2015 | Aoharu × Kikanjū                                               | Brain's Base                     | Compositora                                                                    | [ 12 ]        |
| 2015 | Shingeki! Kyojin Chūgakkō                                      | Production I.G                   | Compositora                                                                    | [ 13 ]        |
| 2015 | Owari no Seraph: Nagoya Kessen-hen                             | Wit Studio                       | Compositora Otras pistas por Hiroyuki Sawano, Takafumi Wada y Megumi Shiraishi | [ 14 ]        |
| 2016 | Haikyū!! Season 3                                              | Production I.G                   | Compositora Otras pistas por Yuki Hayashi                                      | [ 15 ]        |
| 2018 | Darling in the Franxx                                          | Trigger A-1 Pictures CloverWorks | Compositora                                                                    | [ 16 ]        |
| 2018 | Sora to Umi no Aida                                            | TMS Entertainment                | Compositora                                                                    | [ 17 ]        |
| 2019 | Star Twinkle PreCure                                           | Toei Animation                   | Compositora Otras pistas por Yuki Hayashi                                      | [ 18 ]        |
| 2019 | PreCure Miracle Universe                                       | Toei Animation                   | Compositora Otras pistas por Yuki Hayashi                                      | [ 19 ]        |
| 2019 | Star Twinkle PreCure the Movie: Hoshi no Uta ni Omoi wo Komete | Toei Animation                   | Compositora Otras pistas por Yuki Hayashi                                      | [ 20 ]        |
| 2020 | Haikyū!! To the Top                                            | Production I.G                   | Compositora Otras pistas por Yuki Hayashi                                      | [ 21 ]        |
| 2020 | Haikyū!! To the Top Part 2                                     | Production I.G                   | Compositora Otras pistas por Yuki Hayashi                                      | [ 22 ]        |
| 2020 | Yūkoku no Moriarty                                             | Production I.G                   | Compositora                                                                    | [ 23 ]        |
| 2022 | Kōkyū no Karasu                                                | Bandai Namco Pictures            | Compositora                                                                    | [ 24 ]        |
| 2025 | Isekai Munchkin: HP 1 no Mama de Saikyō Saisoku Danjon Kōryaku | Durandal                         | Compositora                                                                    | [ 25 ]        |

### Dramas televisivos
| Año  | Título                            | Canal de transmisión           | Nota(s)                                                                 | Refs.         |
| ---- | --------------------------------- | ------------------------------ | ----------------------------------------------------------------------- | ------------- |
| 2011 | HUNTER - Women After Reward Money | Kansai Telecasting Corporation | Compositora Otras pistas por Yutaka Yamada                              | [ 26 ]        |
| 2013 | LINK                              | Wowow                          | Compositora Otras pistas por Hiroyuki Sawano                            | [ 27 ]        |
| 2013 | Hard Nuts!                        | NHK BS Premium                 | Compositora Otras pistas por Takafumi Wada                              | [ 28 ]        |
| 2014 | Kazoku Kari                       | TBS TV                         | Compositora Otras pistas por Yuki Hayashi                               | [ 29 ]        |
| 2014 | Dear Sister                       | Fuji TV                        | Compositora Otras pistas por Megumi Shiraishi, Takashi Ohmama y Jhameel | [ 30 ]        |
| 2016 | Fragile                           | Fuji TV                        | Compositora Otras pistas por Yuki Hayashi                               | [ 31 ]        |
| 2016 | Offbeat Chief Police              | Fuji TV                        | Compositora                                                             | [ 32 ]        |
| 2017 | War of Lie                        | Kansai TV                      | Compositora Otras pistas por Yuki Hayashi                               | [ 3 ]         |
| 2017 | Thrill!: Aka no Shō Kuro no Shō   | NHK BS Premium                 | Compositora                                                             | [ 3 ]         |
| 2017 | My Lover's Secret                 | NTV                            | Compositora Otras pistas por Yuki Hayashi                               | [ 33 ] [ 34 ] |
| 2018 | Signal                            | Kansai TV                      | Compositora Otras pistas por Yuki Hayashi                               | [ 35 ]        |
| 2019 | Your Turn to Kill                 | NTV                            | Compositora Otras pistas por Yuki Hayashi                               | [ 36 ]        |
| 2020 | The Secrets                       | Kansai Telecasting Corporation | Compositora Otras pistas por Yuki Hayashi                               | [ 3 ]         |
| 2020 | Moyamoya: Asuka to Akai Kingyo    | NHK Educational TV             | Compositora                                                             | [ 3 ]         |

### Videojuegos
| Año  | Título          | Nota(s)                                   | Refs.         |
| ---- | --------------- | ----------------------------------------- | ------------- |
| 2019 | Unknown Future  | Compositora Otras pistas por Yuki Hayashi | [ 37 ] [ 38 ] |
| 2021 | Light and Night | Compositora Otras pistas por Yuki Hayashi | [ 39 ] [ 40 ] |
| 2021 | Alchemy Stars   | Compositora                               | [ 41 ]        |